# Гірничорятувальна станція
Гірничорятува́льна ста́нція (рос.горноспасательная станция, англ. mine rescue station; нім. Grubenrettungsstelle f) — комплекс службових і житлових приміщень для розташування гірничорятувальної частини.
У складі гірничорятувальної станції передбачається навчально-тренувальна шахта (димний штрек), де проводиться тренування в умовах, близьких до аварійних. Тут же зводяться будівлі житлового фонду для персоналу станції (розташовуються не далі 200 м від технічних будівель і гаражів оперативних автомобілів).
На Донбасі (м. Донецьк) при штабі ВГРЧ Донбасу знаходиться навчально-оперативний гірничорятувальний загін (школа командного складу ВГРЧ).